# Möllesjön (Slättåkra socken, Halland, 630141-132165)
Möllesjön är en sjö i Halmstads kommun i Halland och ingår i Suseåns huvudavrinningsområde. Möllesjön ligger i Biskopstorp Natura 2000-område.